# 間質性肺気腫
間質性肺気腫（かんしつせいはいきしゅ、Pulmonary interstitial emphysema, PIE）は、空気が肺胞の通常の空間ではなく、肺間質（気管支血管周囲鞘、小葉間中隔、臓側胸膜の結合組織）の内側に集積することをいう。肺胞および終末細気管支の裂傷が原因となる。間質性肺気腫は、重度の肺疾患のために人工呼吸器を必要とする早産児でみられることが多い。間質性肺気腫の乳児は、通常、新生児集中治療室への入院が推奨される。

## 原因
間質性肺気腫は、下記の病態と関連する。
- 早産
- 新生児呼吸窮迫症候群（IRDS）
- 胎便吸引症候群（MAS）
- 羊水吸引
- 敗血症
- 感染症
- 機械換気

## 病態生理
肺間質性肺気腫は、空気が肺胞および細気管支から破裂して肺の血管周囲組織へ向かうことで生じる。

## 診断
胸部X線写真では、線形の透亮像による salt and pepper appearance を呈する場合がある。

## 治療
肺間質性肺気腫を管理するためにさまざまな治療法が使用されている。新生児集中治療室（NICU）へ入院/転院することが一般的である。次のような治療法がある。
- 患側を下にした側臥位
- 高頻度換気
- 肺葉切除
- 選択的な主気管支挿管および閉塞[1]

## 予後
間質性肺気腫は2〜3週間程度かけて徐々に軽快する。間質性肺気腫の期間が長いと、機械換気の期間が長くなり、気管支肺異形成症の発生率が高くなりうる。慢性肺葉性気腫を発症すると、外科的な肺葉切除が必要になる場合がある。

## 疫学

### アメリカ
間質性肺気腫の有病率は、調査対象の集団によって大きく異なる。 1987年の研究では、新生児集中治療室（NICU）に入院した乳児の3％が肺間質性気腫を発症した。

### 世界
国際的な有病率の研究では、NICUの全乳児の2〜3％が肺間質性気腫を発症していることが示された。未熟児に限定するとこの頻度は20〜30％に増加し、超低出生体重児（出生体重が1000g未満の乳児）で最も頻度が高い。